# Veronica Roth
Veronica Roth, född 19 augusti 1988 i New York, är en amerikansk författare, känd för sin bästsäljande Divergent-trilogi. 
Roth studerade på Northwestern University. Hon är känd för sin bok Divergent (2011) som är den första boken i Roths dystopiska science fiction-trilogi. Den andra boken i trilogin heter Insurgent (2012). Den tredje och sista boken, Allegiant, publicerades på engelska i oktober 2012. 
April 2012[källa behövs] bestämdes det att Divergent skulle filmatiseras och filmen släpptes 2014 med Shailene Woodley som huvudkaraktären Beatrice Prior.
Roth skrev sin första bok, Divergent, medan hon var på vinteruppehåll på sitt sista år vid Northwestern University och hittade en agent senare. Hennes karriär tog fart snabbt med framgången för Divergent, med publiceringsrättigheterna sålda innan hon tog examen från college 2010 och filmrättigheterna såldes i mitten av mars 2011, innan romanen trycktes i april 2011. Hennes två första romaner sålde över fem miljoner exemplar världen över hösten 2013.
Roth gifte sig med fotografen Nelson Fitch 2011.